# Ana Charanauli
Ana Charanauli (georgisch ანა ხარანაული, auch Anna Kharanauli; geboren am 1. Juni 1962 in Tiflis, Georgische SSR) ist eine georgische Philologin. Sie ist Spezialistin für georgische und griechische Literatur und Sprache sowie für Bibelwissenschaft.

## Leben
Ana Charanauli studierte Klassische Philologie an der Staatlichen Universität Tiflis. Nach dem Studienabschluss 1984 arbeitete sie an der Georgischen Akademie der Wissenschaften, zunächst als Assistentin, ab 1989 als Wissenschaftliche Mitarbeiterin und ab 1996 Leitende Wissenschaftliche Mitarbeiterin. 1990 wurde ihr der Grad Kandidat der philologischen Wissenschaften verliehen. Von 1990 bis 1996 hielt sie Vorlesungen am Theologischen Seminar und der Akademie Tiflis ab.
In den 1990er Jahren unternahm Charanauli mehrere Auslandsreisen, vor allem in Kooperation mit Forschungsprojekten zur Septuaginta und den Kirchenvätern in Göttingen. Von 1994 bis 1996 arbeitete sie im Auftrag des Göttinger Septuaginta-Unternehmens, 1997 ebendort bei der Patristischen Kommission. Im Jahr 1997/1998 bot sie in Göttingen einen Altgeorgischen Sprachkurs für Professoren, wissenschaftliche Mitarbeiter und Doktoranden an.
In Tiflis richtete Charanauli im Jahr 2000 den einen Masterstudiengang für Bibelstudien ein, der an das Institut für Klassische Philologie, Byzantinistik und Neogräzistik der Staatlichen Universität Tiflis angebunden ist. 2005 erwarb sie mit ihrer Dissertation Alttestamentliche Fragmente und Fragen der Textgeschichte der georgischen Bibel den fortgeschrittenen Doktorgrad (Doktor der Wissenschaften). Das Pädagogische Institut dieser Universität ernannte sie 2006 zur außerordentlichen Professorin. Seit 2008 leitet sie den Masterstudiengang Mittelalter im christlichen Osten sowie das Doktorandenprogramm Bibelphilologie der Philosophischen Fakultät.
Charanauli forscht hauptsächlich zum Bibeltext, insbesondere zu den griechischen Übersetzungen (vor allem der Septuaginta) und der georgischen Bibel. Darüber hinaus beschäftigt sie sich mit der griechischen und georgischen Philosophie (besonders des Platonikers Ioane Petrizi). Ihre Forschungsarbeit wurde mit nationalen und internationalen Stipendien gefördert. Für ihren Studiengang Theorie und Praxis der altgeorgischen Übersetzung erhielt sie den Parnassos-Preis der VTB.

## Schriften (Auswahl)
- წყაროთა გამოყენების მეთოდები პროკლე დიადოხოსისა და იოანე პეტრიწის შრომებში (Die Methode der Quellenbenutzung in den Werken von Proklos Diadochos und Ioane Petrizi). Tiflis 1990.
- ძველი აღთქმის ხანმეტი ფრაგმენტები და ქართული ბიბლიის ტექსტის ისტორიის საკითხები (Khanmeti-Fragmente des Alten Testaments und einige Probleme des georgischen Bibeltextes). Tiflis 2005.
- mit Damana Melikishvili, Victoria Jugeli und Levan Gigineishvili: ძველქართულ-ძველბერძნული ფილოსოფიურ-თეოლოგიური ტერმინოლოგიის დოკუმენტირებული ლექსიკონი (Dokumentiertes Wörterbuch philosophisch-theologischer Terminologie, Altgeorgisch-Griechisch). Old Georgian-Greek documented dictionary of philosophical-theological terminology. 2 Bände, Tiflis 2010.